# La doña (telenovela de 1972)
La doña es una telenovela hecha en Venezuela en el año 1972. Original de la exitosísima escritora cubana Inés Rodena, producida por Román Chalbaud y protagonizada por Lila Morillo (cambiada por Agustina Martín en sus semanas finales), Elio Rubens y Belén Díaz.

## Trama
Doménica es una mujer joven, amable y hermosa que sufre una transformación completa en su personalidad al descubrir el mismo día de su boda, que su novio sólo la utilizaba y la deja plantada en pleno altar, eso bastó para sentirse dolida y con mucha pena en su alma, aún y cuando desconocía la peor parte, que la otra mujer en la vida de su novio era su propia prima Norma. Doménica huye a la hacienda que heredó de su padre; ahora dura de carácter y llena de resentimiento hacia todos hombres, jura que sólo su voluntad se hará cumplir en la hacienda y en todo el pueblo, donde será conocida como "La Doña".
Doménica es acompañada por su tía, su envidiosa prima Norma y su fiel y leal nana. Una vez llegada a la hacienda, Doménica tiene que imponerse ante su capataz Genaro, un perverso hombre acostumbrado a hacer lo que le venía en gana, pero que se vería doblegado por "la Doña", quien poco a poco se fue ganando el respeto y también el temor de todos, hasta que llega el único hombre capaz de doblegarla: Darío. 
Desde un primer momento, cuando ambos se enfrentaron a causa de un problema con los límites de las tierras, Doménica quedó impactada con la gallardía de Darío, y éste también se impresiona con la belleza y el carácter de La Doña. Aunque luchaban por reprimir sus emociones, entre constantes riñas y altercados, en ellos nacería un gran amor. 
Pero nuevamente la presencia de Norma representa una amenaza para la felicidad de Doménica, pues también se encapricha con Darío y hace todo lo posible por convertirse en su esposa, contando con la complicidad de Genaro, movido por la lujuria que le provocaba Norma y una irrefrenable pasión hacia "La Doña".
El exnovio de Doménica llega al pueblo y se muestra arrepentido y con deseos de recuperar a Doménica, esta lo utiliza como recurso para olvidar a Darío y no estropear la supuesta dicha de Norma, pero ante esos designios del destino, toda la maldad de Norma y Genaro queda al descubierto, y ya nada impedirá que Darío sea feliz para siempre con su amada Doménica "La Doña".

## Elenco
- Lila Morillo - Doménica Montero Campo-Miranda "La Doña"
- Elio Rubens - Darío Linares
- Belén Díaz - Norma Ornales Campo-Miranda
- Yolanda Méndez - Doña Amalia Campo-Miranda Vda. de Ornales
- Jorge Palacios - Freddy
- Amalia Pérez Díaz - Doña Matilde Olmos De Linares
- Carlos Márquez - Leandro
- Roberto Gray - Máximo
- María Teresa Acosta
- Edmundo Valdemar
- Tomás Henríquez - Genaro Peña
- Guillermo González - Andrecito
- Yolanda Muñoz - Diana "1"
- Chelo Rodríguez - Diana "2"
- Aurora Mendoza - Sor Elena
- Linda Olivier - Isabel
- Enrique Benshimol - Leopoldo
- Lolita Álvarez - Cristina
- Alejandra Pinedo - Nieves
- América Barrios - Genoveva
- Julio Capote - Tomás
- Tatiana Capote - Fernanda Ferreira
- Alberto Marín - Dr. Rodriguez
- Paula D'Arco - Ana Gertrudis
- Martha Olivo- Filomena
- Manuel Poblete - Amante de Filomena
- Tony Rodríguez
- Jancinto Cabrera
- Luis Calderón - Fernando
- María Luisa Angulo - Eloisa
- Graciela López - Agustina
- Agustina Martín - Doménica Montero Campo-Miranda "La Doña" 2
- Mauricio González - Pepito Suarez

## Versiones
- Doménica Montero, realizada en México por Televisa en 1978, producida por Valentín Pimstein y protagonizada por Irán Eory, Rogelio Guerra y Raquel Olmedo.

- Amanda Sabater, realizada en Venezuela por RCTV en 1989, dirigida por Gabriel Walfenzao y protagonizada por Maricarmen Regueiro e Flavio Caballero.

- El desafío, versión libre hecha en Venezuela por RCTV en el año de 1995; dirigida por Renato Gutiérrez y protagonizada por Caluda Venturini, Henry Soto y Mimi Lazo.

- La dueña, realizada en México por Televisa en 1995, producida por Florinda Meza y protagonizada por Angélica Rivera, Francisco Gattorno y Cynthia Klitbo.

- Amor e Ódio, realizada en Brasil por SBT en 2001 y producida por David Grimberg y Gilberto Nunes y protagonizada por Suzy Rêgo, Daniel Boaventura y Viétia Rocha. Basándose en los libretos de La dueña

- Soy tu dueña, telenovela realizada por Televisa en 2010, producida por Nicandro Díaz y protagonizada por Lucero, Fernando Colunga y Gabriela Spanic. Basándose en los libretos originales de La doña y en La dueña